# Хиетамяки, Элина
Элина Хиетамяки в девичестве Пиенимяки (фин. Elina Hietamäki, род. 20 июля 1976, Оулу) — известная финская лыжница, участница двух Олимпийских игр и двух чемпионатов мира, призёрка этапов Кубка мира. Наиболее успешно выступала в спринтерских гонках.

## Карьера
В Кубке мира Хиетамяки дебютировала 25 ноября 1995 года, в январе 2003 года впервые попала в тройку лучших на этапе Кубка мира, в эстафете. Всего имеет на своём счету 4 попадания в тройку лучших на этапах Кубка мира, 2 в личных гонках и 2 в командных. Лучшим достижением Хиетамяки в общем итоговом зачёте Кубка мира является 19-е место в сезоне 2003/04.
На Олимпиаде-2002 в Солт-Лейк-Сити была 40-й в гонке преследования 5+5 км и 14-й в спринте.
На Олимпиаде-2006 в Турине стартовала в двух гонках, спринт — 42-е место и скиатлон 7,5+7,5 км — 33-е место.
За свою карьеру принимала участие в двух чемпионатах мира, лучший результат 8-е место в спринте на чемпионате мира 2001 года в Лахти.
Использовала лыжи производства фирмы Atomic, ботинки и крепления Salomon.